# Kiełpin (województwo zachodniopomorskie)
Kiełpin (niem. Kölpin) – osada w Polsce położona w województwie zachodniopomorskim, w powiecie drawskim, w gminie Drawsko Pomorskie. W latach 1975–1998 miejscowość administracyjnie należała do województwa koszalińskiego. Do 31 grudnia 2018 r. wieś należała do zlikwidowanej gminy Ostrowice. W roku 2007 osada liczyła 3 mieszkańców. W roku 2017 osada już posiadała tylko 1 mieszkańca, w 2018 opustoszała. Miejscowość wchodzi w skład sołectwa Przytoń.

## Geografia
Osada leży ok. 2 km na południowy wschód od Przytonia, nad jeziorem Kiełpińskim.